# Change (singolo Sugababes)
Change è un singolo del gruppo musicale pop britannico Sugababes, pubblicato l'11 dicembre 2007 dall'etichetta discografica Island.
La canzone è stata scritta dalle Sugababes insieme a Niara Scarlett, Martin M. Larsson e Lars H. Jensen e prodotta dallo stesso Larsson. È stato estratto come secondo singolo dall'album Change.

## Video
Il video di Change è stato diretto da Fatima Andrade Koehlered è stato presentato il 16 novembre 2007 su Channel 4, e nei giorni seguenti nei canali musicali britannici. In Australia, è stato presentato il 1º febbraio 2008.
Nel video le ragazze rappresentano le quattro stagioni: Keisha Buchanan la primavera, Heidi Range l'autunno e Amelle Berrabah estate ed inverno. Appaiono anche insieme a rappresentare la notte e il giorno.

## Tracce e formati
UK CD1 (1755605)
1. Change [Radio Edit] - 3:18
2. Change [Wideboys Remix] - 6:42

UK CD2 (1755606)
1. Change [Album Version] - 3:37
2. Change [Wideboys Remix] - 6:42
3. I Can't Take It No More - 4:01
4. About You Now [Radio 1 Live Lounge] - 2:42

UK 7"
1. Change [Wideboys Remix] - 6:42
2. Change [Wideboys Dub] - 5:49
3. Change [Wideboys Edit] - 3:21
4. Change [Vito Benito Remix] - 7:41
5. Change [Vito Benito Dub] - 6:36
6. Change [Vito Benito Edit] - 3:33

## Classifiche
| Classifiche (2007) | Posizione raggiunta |
| ------------------ | ------------------- |
| Regno Unito        | 13                  |
| Irlanda            | 21                  |
| Paesi Bassi        | 31                  |
| Germania           | 32                  |
| Bulgaria           | 38                  |